# Lactobacillus paralimentarius
Lactobacillus paralimentarius è una specie di batterio appartenente alla famiglia delle Lactobacillaceae.